# Terbinafina
Terbinafina – organiczny związek chemiczny, pochodna alliloaminy o działaniu przeciwgrzybiczym.
Działanie terbinafiny prowadzi do zahamowania syntezy niezbędnego składnika błony komórkowej grzybów – ergosterolu – przez inhibicję enzymu epoksydazy skwalenowej. Terbinafina jest skuteczna wobec wielu gatunków dermatofitów, pleśni oraz drożdżaków i niektórych innych grzybów chorobotwórczych.
Terbinafina jest wysoce lipofilowa i wykazuje tendencje do akumulowania się w skórze, paznokciach i tkance tłuszczowej.